# Jacob Krop
Jacob Krop (* 4. Juni 2001 im West Pokot District) ist ein kenianischer Leichtathlet, der in den Langstreckenläufen antritt.

## Sportliche Laufbahn
Jacob Krop stammt aus dem West Pokot District im Westen Kenias. Er begann 2017 mit der Leichtathletik. Seine Laufbahn begann mit Wettkämpfen auf der nationalen Ebene im Hindernislauf. Seit der Saison 2019 tritt er vor allem über die 5000-Meter-Distanz an. Im April trat er bei den U20-Afrikameisterschaften in Abidjan an, bei denen er in 13:14,44 min die Silbermedaille gewann. Im Sommer belegte er bei den nationalen Ausscheidungswettkämpfen für die Weltmeisterschaften in Doha den vierten Platz. Nachdem zwei seiner Landsleute, aufgrund von Dopingverstößen suspendiert wurden, trat anschließend neben Krop lediglich noch ein weiterer Landsmann, Nicholas Kimeli, für Kenia über die 5000 Meter bei den Weltmeisterschaften an. Als Zweiter seines Vorlaufs zog er in das Finale ein, in dem er drei Tage später mit neuer Bestzeit von 13:03,08 min den sechsten Platz belegte.
2021 verpasste es Krop mit dem vierten Platz im 5000-Meter-Lauf bei den Kenianischen Trials sich für die Olympischen Sommerspiele in Tokio in dieser Disziplin zu qualifizieren. Anfang Juli lief er beim Diamond-League-Meeting in Oslo im 3000-Meter-Lauf eine Zeit von 7:30,07 min und rückte damit in die Top 40 der Ewigen Bestenliste auf dieser Distanz vor. Im Frühjahr 2022 trat er bei den Hallenweltmeisterschaften in Belgrad über 3000 Meter an. Er lief eine Zeit von 7:43,26 min, in der er den fünften Platz belegte. Anfang Juni lief er beim Diamond-League-Meeting in Rom in 12:46,79 min eine neue 5000-Meter-Bestzeit, womit er auf den neunten Platz der Allzeitbestenliste (Stand Juni 2022) über diese Distanz vorrückte.
Bei den Weltmeisterschaften 2022 in Eugene lief Krop über 5000 Meter in 13:09,98 min auf den zweiten Platz hinter Jakob Ingebrigtsen. Ein Jahr später gewann er über die gleiche Distanz bei den Weltmeisterschaften in Budapest die Bronzemedaille. 2024 nahm er in Paris zum ersten Mal an den Olympischen Sommerspielen teil. Er erreichte das Finale über 5000 Meter, das er als Zehnter beendete.

## Wichtige Wettbewerbe
| Jahr              | Veranstaltung             | Ort               | Platz             | Disziplin         | Zeit              |
| Startet für Kenia | Startet für Kenia         | Startet für Kenia | Startet für Kenia | Startet für Kenia | Startet für Kenia |
| ----------------- | ------------------------- | ----------------- | ----------------- | ----------------- | ----------------- |
| 2019              | U20-Afrikameisterschaften | Abidjan           | 2.                | 5000 m            | 13:13,44 min      |
| 2019              | Weltmeisterschaften       | Doha              | 6.                | 5000 m            | 13;03,08 min      |
| 2022              | Hallenweltmeisterschaften | Belgrad           | 5.                | 3000 m            | 7:43,26 min       |
| 2022              | Weltmeisterschaften       | Eugene            | 2.                | 5000 m            | 13:09,98 min      |
| 2023              | Weltmeisterschaften       | Budapest          | 3.                | 5000 m            | 13:12,28 min      |
| 2024              | Olympische Sommerspiele   | Paris             | 10.               | 5000 m            | 13:18,68 min      |

## Persönliche Bestleistungen
Freiluft
- 3000 m: 7:28,83 min, 7. Juli 2024, Paris
- 5000 m: 12:45,71 min, 2. September 2022, Brüssel

Straße
- 10-km-Lauf: 27:04 min, 15. Januar 2023, Valencia

Halle
- 3000 m: 7:31,35 min, 15. Februar 2023, Liévin